# Duncan Edwards
Duncan Edwards (ur. 1 października 1936 w Dudley, zm. 21 lutego 1958 w Monachium) – angielski piłkarz, gracz Manchesteru United i reprezentacji Anglii. Jeden z tzw. Dzieci Busby'ego, młodego zespołu budowanego przez menedżera Matta Busby'ego w połowie lat 50. Był w gronie ośmiu zawodników, którzy zginęli w katastrofie lotniczej w Monachium.
Urodzony w Dudley zawodnik podpisał pierwszy kontrakt z Manchesterem United jako nastolatek. Stał się najmłodszym piłkarzem, jaki kiedykolwiek zagrał w Football League First Division i w reprezentacji Anglii od zakończenia II wojny światowej. W ciągu niecałych pięciu lat pomógł zespołowi dwukrotnie zwyciężyć w Football League i osiągnąć półfinał Pucharu Europy. Jego karierę przerwała katastrofa samolotu w Monachium w 1958. Edwards nie zginął na miejscu, z ciężkimi obrażeniami trafił do szpitala, gdzie po piętnastu dniach zmarł.

## Życiorys

### Wczesne lata
Edwards urodził się 1 października 1936 w mieszkaniu na Malvern Crescent w dzielnicy Woodside w Dudley. Był pierwszym dzieckiem Gladstone'a i Sarah Anne Edwards. Miał siostrę Carol Anne, która zmarła w 1947, mając 14 tygodni. Rodzina przeprowadziła się wkrótce na Elm Road w Dudley, gdzie Edwards uczęszczał do Priory Primary School (1941–1948) i Wolverhampton Street Secondary School (1948-1952). Grał w zespołach szkolnych, a także brał udział w zawodach tańca moreska. Wytypowano go do występu w National Morris and Sword Dancing Festival, jednak w tym samym czasie zaoferowano mu również testy w drużynie U-14 z English Schools Football Association; Edwards zdecydował się na to drugie. Tam zaimponował trenerom i został wybrany do gry w reprezentacji English Schools XI, w której zadebiutował w spotkaniu z rówieśnikami z Walii na Wembley 1 kwietnia 1950. Niebawem stał się kapitanem drużyny i funkcję tę sprawował przez następne dwa lata. W 1948 obserwowanego przez wiele dużych klubów młodzieńca polecił menedżerowi Manchesteru United, Mattowi Busby'emu, skaut United, Jack O'Brien, przekonując go tymi słowami: Zobaczyłem dzisiaj 12-letniego chłopca, który wymaga szczególnej uwagi. Nazywa się Duncan Edwards i pochodzi z Dudley.
Joe Mercer, wówczas szkoleniowiec szkolnej reprezentacji kraju, nalegał, aby Busby podpisał kontrakt z Edwardsem, którym zainteresowanie wykazywały również Wolverhampton Wanderers i Aston Villa. 2 czerwca 1952 roku Edwards podpisał z United amatorski kontrakt, nie wiadomo jednak dokładnie, kiedy podpisał kontrakt zawodowy. Według niektórych źródeł stało się to w dniu jego 17. urodzin, ale możliwe, iż miało to miejsce rok wcześniej. Doniesienia wskazujące na wcześniejszą datę mówią, że Bert Whalley lub Matt Busby przyjechał do Edwardsa po północy i zachęcał go do podpisania umowy. Z innych źródeł wynika, iż miało to miejsce po podpisaniu przez niego kontraktu amatorskiego. Szkoleniowiec Wolves, Stan Cullis, oburzony tym, że został uprzedzony, oskarżył działaczy United o zaoferowanie rodzinie lub samemu Edwardsowi łapówki, jednak zawodnik przekonywał, że zawsze chciał reprezentować barwy klubu z Lancashire. Zaczął się również szkolić w fachu stolarza, na wypadek, gdyby nie udało mu się odnieść sukcesu w futbolu.

### Kariera
Edwards rozpoczął karierę w młodzieżowym zespole Manchesteru United. W 1953 roku drużyna zdobyła pierwszy w historii klubu FA Youth Cup, zaś już na krótko przed finałem Edwards zdążył zadebiutować w pierwszym zespole. 4 kwietnia 1953 roku zagrał w meczu Football League First Division przeciwko Cardiff City, w którym United przegrali 1:4. Miał wtedy 16 lat i 185 dni, dzięki czemu stał się najmłodszym piłkarzem, który zagrał w angielskiej ekstraklasie. W składzie Manchesteru United znajdowali się głównie doświadczeni gracze, lecz Busby chętnie wprowadzał do zespołu młodych zawodników. Edwards dołączył do ekipy w tym samym czasie (1953), co Dennis Viollet i Jackie Blanchflower i był wśród najmłodszych nowych piłkarzy drużyny, którą wkrótce zaczęto nazywać Dziećmi Busby'ego. Lokalna gazeta, Manchester Guardian, tak oceniła jego występ: "pokazał, że może dysponować dobrym podaniem i strzałem, jednak jako skrzydłowy będzie musiał być znacznie szybszy".
W sezonie 1953/1954 na dobre zadomowił się w pierwszym zespole. Po udanym występie w towarzyskim meczu przeciwko Kilmarnock F.C. zmienił w następnym spotkaniu z Huddersfield Town kontuzjowanego Henry'ego Cockburna. Ogółem pojawił się na boisku w 24 ligowych meczach i w przegranym spotkaniu w rozgrywkach o Puchar Anglii z Burnley. Pomimo występów w pierwszej drużynie grywał również w zespole młodzieżowym, z którym w drugim kolejnym sezonie zwyciężył w FA Youth Cup. Pierwszy występ w reprezentacji Anglii U-23 zanotował 20 stycznia 1954 roku we Włoszech, a wkrótce rozważano jego powołanie do pierwszej drużyny. Trenerzy obserwowali go w meczu z Arsenalem, jednak Edwards nie wypadł zbyt dobrze i ostatecznie nie otrzymał powołania.
W następnym sezonie 36 razy wystąpił w pierwszym zespole United i sześciokrotnie wpisał się na listę strzelców. Jego występy na nowo wywołały dyskusje na temat powołania go do seniorskiej reprezentacji Anglii. Na spotkanie Manchesteru United z Huddersfield Town, które odbyło się 18 września 1954 roku, wysłano obserwatora, jednak nie polecił on Edwardsa, a zawodnik został powołany do Football League XI na towarzyski mecz z reprezentacją ligi szkockiej. W marcu wystąpił w zespole Anglii B w pojedynku z drużyną Niemiec, a tydzień później, mimo krytyki ze strony mediów za swój marny występ, otrzymał powołanie do pierwszej reprezentacji. 2 kwietnia 1955 roku zadebiutował w spotkaniu ze Szkocją. Miał wtedy 18 lat i 183 dni, co spowodowało, że stał się najmłodszym debiutantem w kadrze po II wojnie światowej; jego rekord pobił dopiero w 1998 roku Michael Owen, który w chwili debiutu miał 18 lat i 59 dni. Trzy tygodnie później United skorzystali z faktu, że wciąż można było zgłosić go do drużyny młodzieżowej, dzięki czemu wystąpił w trzecim z rzędu finale FA Youth Cup. Decyzję o wystawieniu reprezentanta Anglii w drużynie juniorskiej mocno krytykowano. Matt Busby został zmuszony do napisania artykułu, w którym bronił tego posunięcia i stwierdził, że Edwards odegrał kluczową rolę w zdobyciu pucharu.
W maju 1955 roku Edwardsa powołano do kadry na tournée po Europie. Wystąpił od początku we wszystkich trzech meczach – z Francją, Portugalią i Hiszpanią. Po powrocie odbył dwuletnią służbę w armii. Stacjonował w Nesscliffe niedaleko Shrewsbury razem z kolegą z Manchesteru, Bobbym Charltonem. Wkrótce Edwards otrzymał zwolnienie z wojska na rzecz gry w United. Piłkarz występował także w drużynie armii i w jednym sezonie rozegrał ogółem blisko sto spotkań. W sezonie 1955/1956, mimo iż stracił dwa miesiące wskutek zarażenia grypą, zdążył rozegrać 33 mecze, a United zwyciężyli w The Football League z przewagą 11 punktów nad drugim Blackpoolem. W następnym sezonie 34 razy pojawił się na ligowych boiskach, zaliczając setny występ w barwach klubu, zaś Manchester po raz drugi z rzędu sięgnął po tytuł mistrzowski. Drużyna dotarła również do finału Pucharu Anglii, jednak zespołowi nie udało się zdobyć dubletu, gdyż przegrali z Aston Villą 1:2. Edwards zaliczył siedem występów podczas pierwszych zmagań Manchesteru w Pucharze Europy, w tym w wygranym 10:0 spotkaniu z RSC Anderlecht, które jest największym domowym zwycięstwem w historii klubu. Od tamtej pory zaczął regularnie występować w drużynie narodowej, wziął udział we wszystkich meczach eliminacyjnych do mistrzostw świata 1958 i zdobył dwie bramki w wygranym 5:2 spotkaniu z Danią 5 grudnia 1956 roku. Był kluczowym graczem Anglii podczas turnieju, a z czasem stał się głównym kandydatem do przejęcia po Billym Wrighcie opaski kapitańskiej.
Udanie rozpoczął sezon 1957/1958, co spowodowało zainteresowanie jego osobą czołowych włoskich klubów. W swoim ostatnim meczu w Anglii, rozegranym 1 lutego 1958 roku, zdobył pierwszego gola w spotkaniu, przyczyniając się do zwycięstwa Manchesteru nad Arsenalem 5:4. Mimo to prasa krytycznie odniosła się do jego występu, zaś korespondent The Sunday Pictorial nie sądził, by zaimponował selekcjonerowi Walterowi Winterbottomowi, który oglądał to spotkanie. Uważano również, że Edwards zawinił przy czwartej bramce dla Arsenalu, kiedy to zbyt długo przetrzymywał piłkę. Pięć dni później rozegrał ostatni mecz w karierze – zremisowane 3:3 wyjazdowe spotkanie z Crveną Zvezdą w ramach ćwierćfinału Pucharu Europy. We wcześniej rozegranym meczu na Old Trafford United zwyciężyli 2:1, dzięki czemu awansowali do półfinału.

### Śmierć

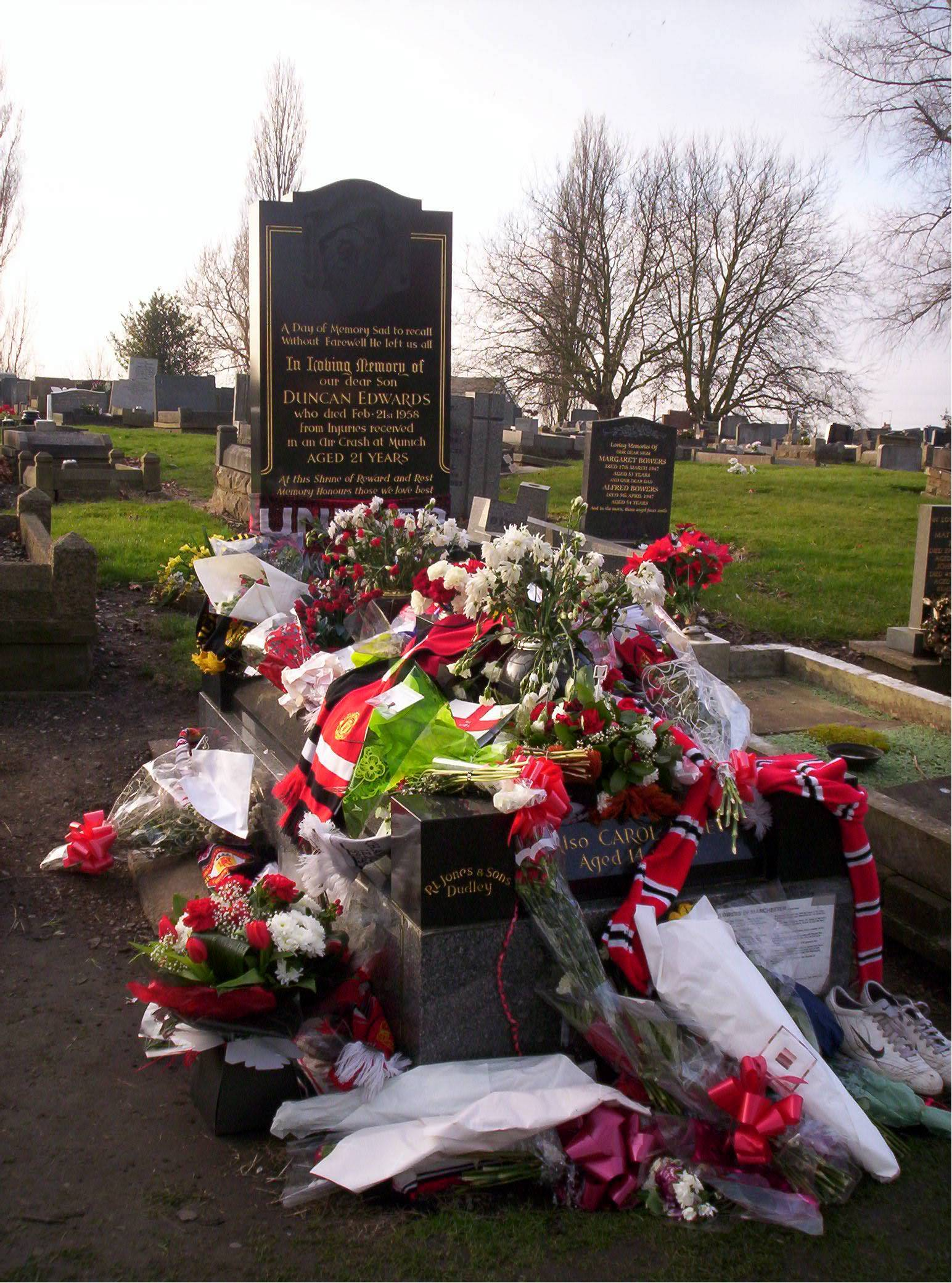
Grób Edwardsa w Dudley jest często odwiedzany przez kibiców

Podczas powrotu do Anglii z Belgradu samolot z ekipą Manchesteru rozbił się w Monachium. Siedmiu zawodników i czternastu innych pasażerów zginęło na miejscu, a Edwardsa przewieziono do szpitala z licznymi złamaniami w nodze, pękniętymi żebrami i ciężko uszkodzonymi nerkami. Opiekujący się nim lekarze dawali mu szanse na odzyskanie zdrowia, jednak wątpili, czy kiedykolwiek powróci do futbolu.
Do szpitala sprowadzono sztuczną nerkę, ale organ zmniejszył krzepliwość jego krwi, co spowodowało krwawienie wewnętrzne. Mimo ciężkiego stanu Edwards miał odbyć rozmowę z asystentem menedżera, Jimmym Murphym, i zadać mu pytanie: Kiedy rozpoczął się mecz przeciwko Wolvesom, Jimmy? Nie mogę go przegapić. Lekarze byli zdumieni jego wolą walki, jednak 21 lutego 1958 organizm odmówił posłuszeństwa i piłkarz zmarł. Główną przyczyną śmierci była niewydolność nerki.
Edwards został pochowany na Dudley Cemetery pięć dni po zgonie obok swojej siostry Carol Anne. Ponad pięć tysięcy ludzi wypełniło ulice Dudley podczas pogrzebu. Nagrobek opatrzono napisem: A day of memory, Sad to recall, Without farewell, He left us all (Dzień pamięci, Smutny przy wspominaniu, Bez pożegnania, Opuścił nas wszystkich), a grób jest regularnie odwiedzany przez fanów.

### Pamięć o piłkarzu
Edwards uważany jest za jedną z najwybitniejszych osób urodzonych w Dudley. W 2003 jednej z ulic w mieście nadano nazwę "Duncan Edwards Close". Witraż przedstawiający gracza odsłonięty w 1961 roku przez Matta Busby'ego widniał w kościele parafialnym św. Franciszka, znajdującym się w jednej z dzielnic Dudley, zaś matka Edwardsa wraz z Bobbym Charltonem zadedykowali w 1999 pamiątkowy pomnik, który stoi w centrum miasta. W 2001 jego imieniem nazwano jeden z pubów znajdujący się w dzielnicy, w której dorastał, jednak pięć lat później zamknięto go z powodu pożaru. W 2006 za sumę 100 tysięcy funtów w Priory Park, niedaleko domu, w którym wychowywał się piłkarz, wybudowano kompleks sportowy. W 2008 nazwa południowej obwodnicy Dudley została przemianowana na "Duncan Edwards Way".
Pochlebnie wypowiadali się na temat jego umiejętności piłkarze występujący w tych samych czasach co Edwards. Bobby Charlton nazwał go "jedynym graczem, od którego czułem się gorszy" i stwierdził, że jego śmierć była "największą stratą dla Manchesteru United i angielskiego futbolu". Terry Venables był przekonany, że gdyby Edwards żył, to nie Bobby Moore, tylko właśnie on byłby kapitanem reprezentacji, która zdobyła Puchar Świata w 1966. Tommy Docherty powiedział też po wielu latach: "Możecie zachować dla siebie Besta, Pelego i Maradonę – Edwards i tak był najlepszy z nich". W 2002 otrzymał miejsce w English Football Hall of Fame.

## Styl gry
Chociaż najlepiej zapamiętany jest jako defensywny pomocnik, Edwards zdolny był grać na każdej pozycji. Pewnego razu rozpoczął mecz jako napastnik za kontuzjowanego kolegę, a zakończył na pozycji obrońcy wobec urazu odniesionego przez partnera z zespołu. Za jego największe atuty uważało się tężyznę fizyczną i autorytet, jakim cieszył się na boisku, nietypowy dla tak młodego gracza, a także wysoki poziom wytrzymałości. Jego imponujące warunki fizyczne przysporzyły mu pseudonimy "Big Dunc" (Wielki Dunc) i "The Tank" (Czołg). Do dziś uważa się go za jednego z najtwardziej grających zawodników wszech czasów.
Edwardsa ceniono za siłę, dokładność i umiejętność wybrania najlepszego momentu na wykonanie wślizgu oraz obunożność. Znany był także z błyskawicznego startu do piłki, znakomitej gry głową i strzałów z dystansu.
Po strzeleniu gola w meczu z RFN w 1956 lokalna prasa nadała mu pseudonim "Boom Boom", żartując, że "ma w butach strzał Grubej Berty".

## Statystyki kariery
| Klub              | Sezon     | Football League | Football League | Puchar Anglii | Puchar Anglii | Puchar Europy | Puchar Europy | Tarcza Wspólnoty | Tarcza Wspólnoty | Ogółem  | Ogółem |
| Klub              | Sezon     | Występy         | Gole            | Występy       | Gole          | Występy       | Gole          | Występy          | Gole             | Występy | Gole   |
| ----------------- | --------- | --------------- | --------------- | ------------- | ------------- | ------------- | ------------- | ---------------- | ---------------- | ------- | ------ |
| Manchester United | 1952/1953 | 1               | 0               | 0             | 0             | 0             | 0             | 0                | 0                | 1       | 0      |
| Manchester United | 1953/1954 | 24              | 0               | 1             | 0             | 0             | 0             | 0                | 0                | 25      | 0      |
| Manchester United | 1954/1955 | 33              | 6               | 3             | 0             | 0             | 0             | 0                | 0                | 36      | 6      |
| Manchester United | 1955/1956 | 33              | 3               | 0             | 0             | 0             | 0             | 0                | 0                | 33      | 3      |
| Manchester United | 1956/1957 | 34              | 5               | 6             | 1             | 7             | 0             | 1                | 0                | 48      | 6      |
| Manchester United | 1957/1958 | 26              | 6               | 2             | 0             | 5             | 0             | 1                | 0                | 34      | 6      |
| Ogólnie           | Ogólnie   | 151             | 20              | 12            | 1             | 12            | 0             | 2                | 0                | 177     | 21     |

| Zespół narodowy | Sezon     | Występy | Gole |
| --------------- | --------- | ------- | ---- |
| Anglia          | 1954/1955 | 4       | 0    |
| Anglia          | 1955/1956 | 5       | 1    |
| Anglia          | 1956/1957 | 6       | 3    |
| Anglia          | 1957/1958 | 3       | 1    |
| Ogólnie         | Ogólnie   | 18      | 5    |

## Życie poza futbolem
Edwards uchodził za bardzo skrytą osobę, zaś jego ulubionymi zajęciami były łowienie ryb, gra w karty i oglądanie filmów. Chociaż często chodził do dyskotek ze swoimi kolegami z drużyny, nie czuł się najlepiej w otoczeniu innych ludzi. Był także zadeklarowanym abstynentem. Z tego powodu Jimmy Murphy nazwał go "nierozpuszczonym chłopcem". Edwards mówił z akcentem charakterystycznym dla regionu Black Country, który często był żartobliwie naśladowany przez innych graczy United. W 1955 policja zatrzymała go za jazdę na rowerze bez włączonych świateł, co kosztowało go pięć szylingów, a dodatkowo klub odebrał mu dwie tygodniowe pensje. W momencie śmierci Edwards zajmował mieszkanie na Gorse Avenue w Stretford. Przed śmiercią zdążył się zaręczyć z 22-letnią Molly Leech, z którą wcześniej spotykał się od roku. Oboje byli rodzicami chrzestnymi córki Josephine Stott, przyjaciółki Leech.
Edwards pojawił się w reklamach tabletek glukozowych Dextrosol i napisał książkę "Tackle Soccer This Way", która została opublikowana za zgodą rodziny niedługo po jego śmierci. Po wyczerpaniu nakładu wznowiono jej produkcję w 2009 roku.

## Literatura
- Holt, Nick; Guy Lloyd (2006). Total British Football. Flame Tree Publishing. ISBN 1-84451-403-X.
- Horne, John; Alan Tomlinson, Garry Whannel (1999). Understanding Sport: An Introduction to the Sociological and Cultural Analysis of Sport. Taylor & Francis. ISBN 0-419-13640-1.
- McCartney, Iain (2001). Duncan Edwards: The Full Report. Britespot Publishing Solutions Ltd. ISBN 0-9539288-5-3.
- Meek, David (2006). Legends of United: The Heroes of the Busby Years. Orion Books. ISBN 0-7528-7558-2.
- Wagg, Stephen; David L. Andrews (ed) (2004). Manchester United: A Thematic Study. Routledge. ISBN 0-415-33333-4.